# Stremma
Stremma (tiếng Hy Lạp: στρέμμα, số nhiều στρέμματα) là một đơn vị tính diện tích đất của Hy Lạp, bằng 1.000 m2, và cũng được gọi là royal stremma. Tên gọi xuất xứ từ một gốc từ, có nghĩa là (cày) lật lên, có thể chỉ tới số đất đai mà 1 người cày được trong 1 ngày.
Stremma cũ, stremma của Thổ Nhĩ Kỳ hoặc của đế quốc Ottoman là khoảng 1.270 m² (Λεξικό, 1998). Stremma của Hy Lạp là tên của Dunam (dönüm) của đế quốc Ottoman, mà Dunam lại căn cứ trên Stremma của đế quốc Byzantine. Tuy nhiên đầu thế kỷ 20, Lapavitsas lại tính giá trị stremma bằng 1.600 m² cho vùng Naoussa
Stremma thời trung cổ hoặc stremma dùng ở bán đảo Morea lại sai biệt, giữa 900 và 1.900 m², tùy theo thời gian và có lẽ cả tùy theo loại đất.
Stremma của đế quốc Byzantine được định nghĩa là 1 diện tích hình vuông mà mỗi cạnh đo được 100 pous (feet Hy Lạp) hoặc 40 bước kép (khoảng 1,48 m). Dường như đó là nguồn gốc của Dunam/dönüm/stremma của đế quốc Ottoman.

## Quy đổi
1 stremma tương đương:

### Hệ mét
- 1.000 m²
- 10 a
- 1 deca-a
- 0,1 hecta
- 0,001 km²

### Hệ đo lường Anh
- 10.763,9 feet vuông
- 0,24710538 mẫu Anh quốc tế
- 0,24710439 mẫu Anh trắc đạc Hoa Kỳ (1 mẫu Anh ≈ 4,047 stremma)
- 0,000386102 dặm vuông (dặm chính thức)